# 4536 Drewpinsky
4536 Drewpinsky este un asteroid din centura principală, descoperit pe 22 februarie 1987 de Henri Debehogne.